# Glaucium corniculatum
Glaucium corniculatum là một loài thực vật có hoa trong họ Anh túc. Loài này được (L.) Curtis mô tả khoa học đầu tiên năm 1789.

## Hình ảnh

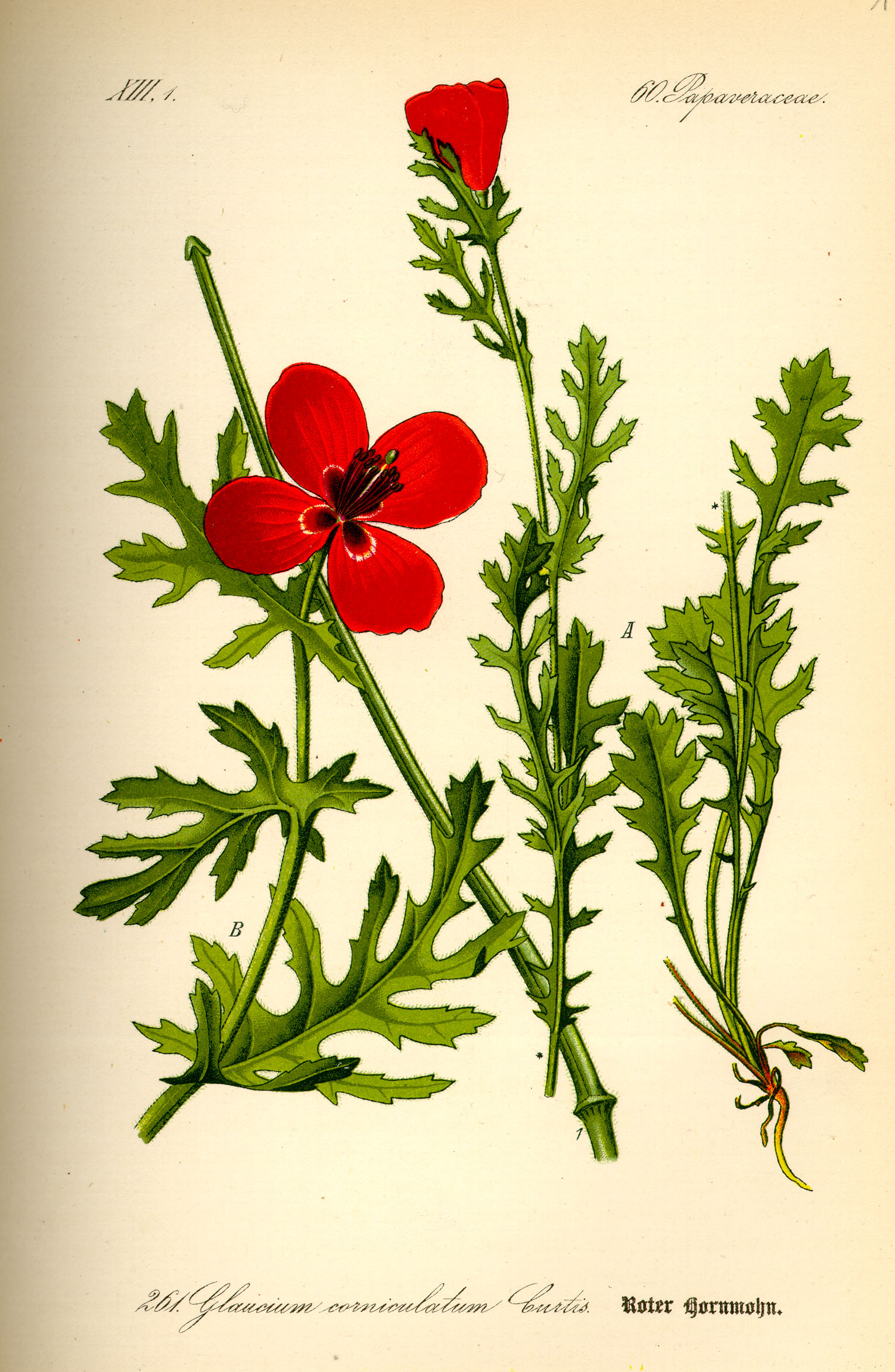
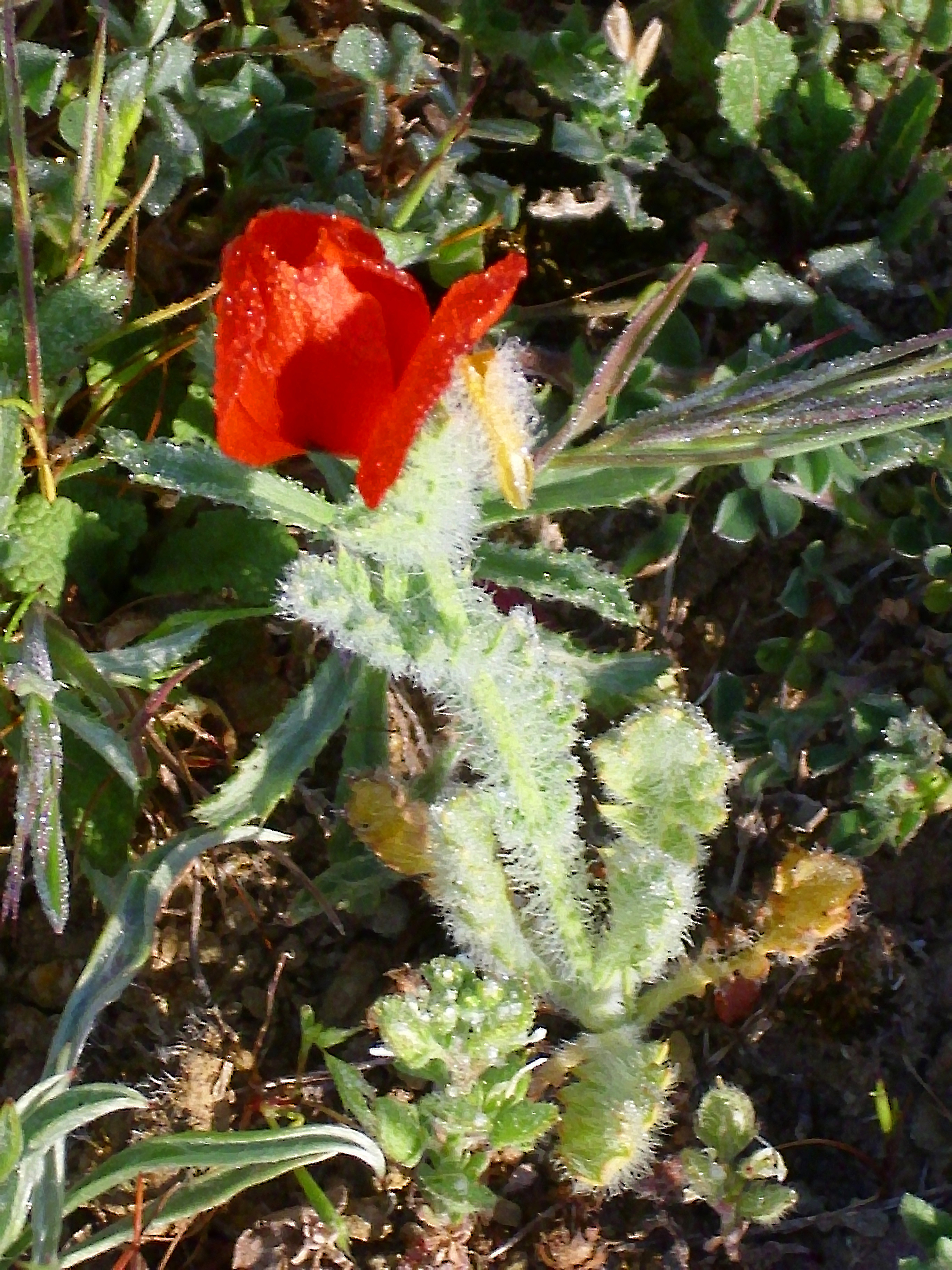
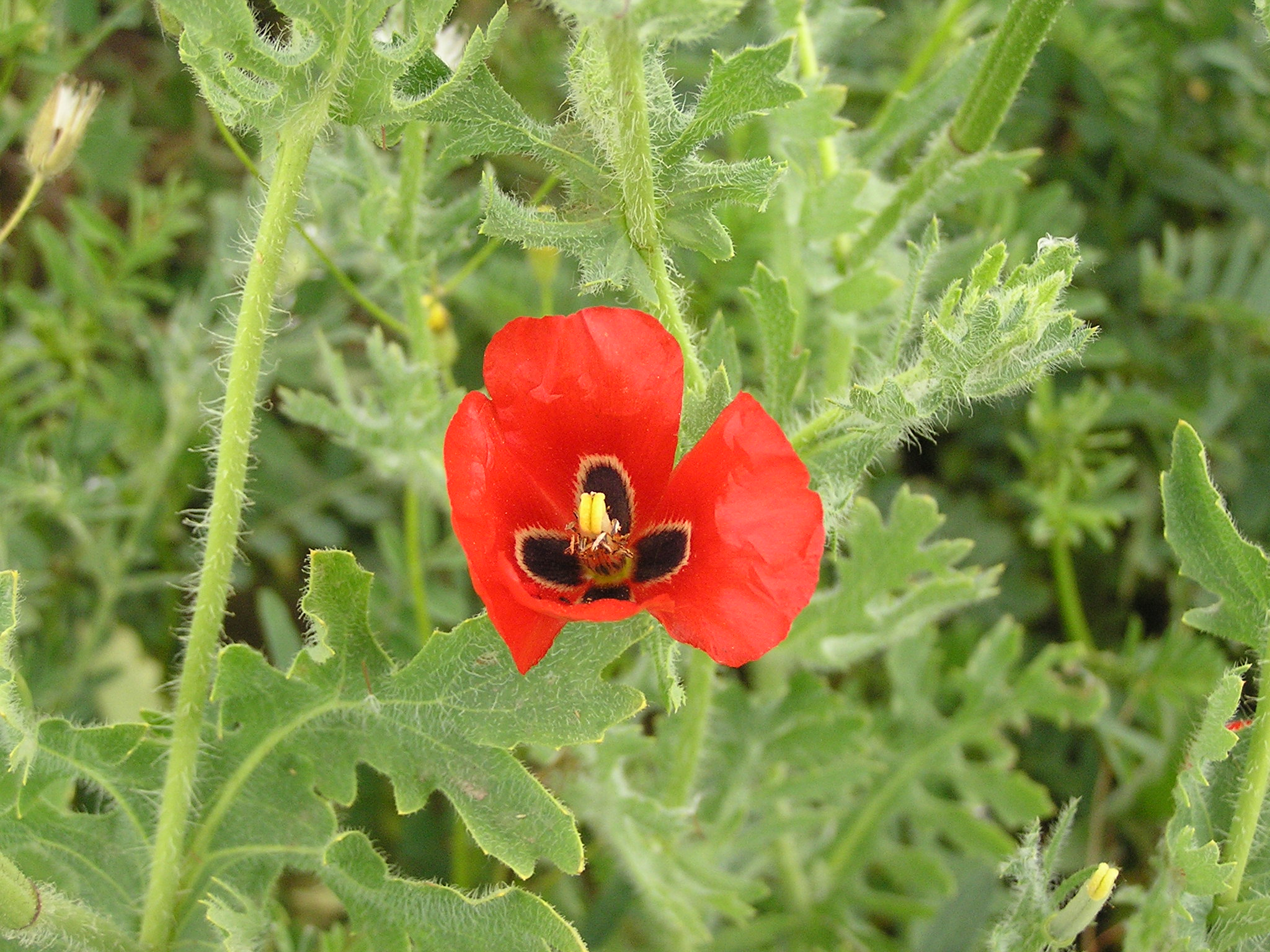
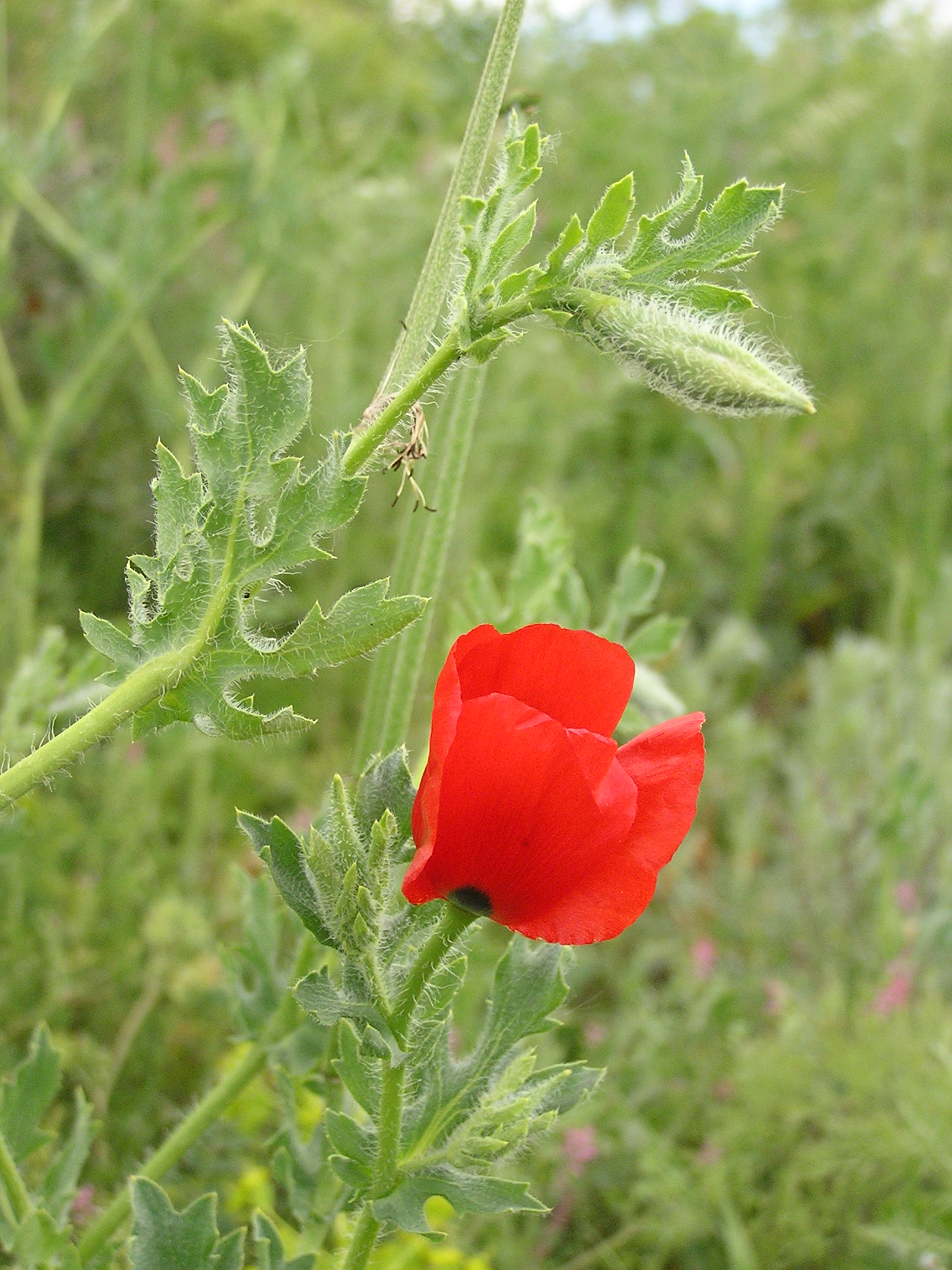